# حمیدرضا ابک

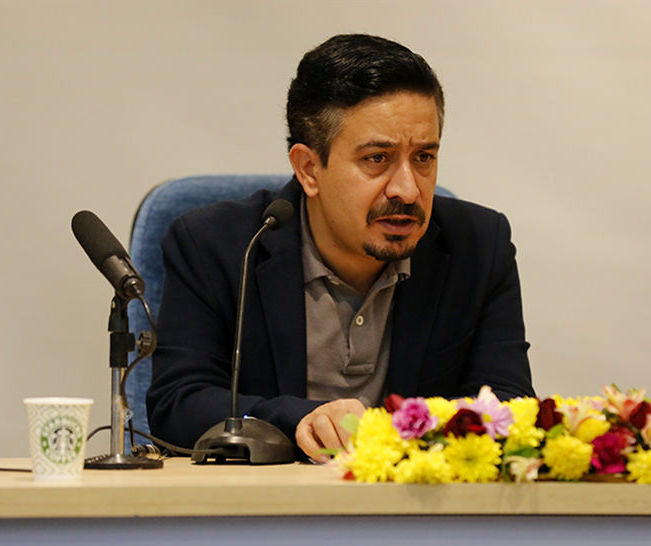
حمیدرضا ابک در نشست خبری سی و ششمین جشنواره بین‌المللی تئاتر فجر

حمیدرضا ابک (زادهٔ ۱۳۵۳) نویسنده، روزنامه‌نگار و منتقد ایرانی‌ست. او فارغ‌التحصیل رشته فلسفه از دانشگاه تهران است.
او با چند نشریه از جمله روزنامه جامعه، روزنامه توس، روزنامه نشاط، نشریه مدرسه، نشریه حدید، روزنامه شرق و روزنامه همشهری همکاری داشته و دارد.
ابک همچنین بنیانگذار و سردبیر مجله همشهری معماری بوده و تا سال ۱۳۹۳ این مسئولیت را با انتشار ۲۵ شماره برعهده داشت.
او سردبیر نشریه اخبار فلسفه و ماهنامه خانه نو است.